# Chiesa di Santa Maria della Speranza (Napoli)

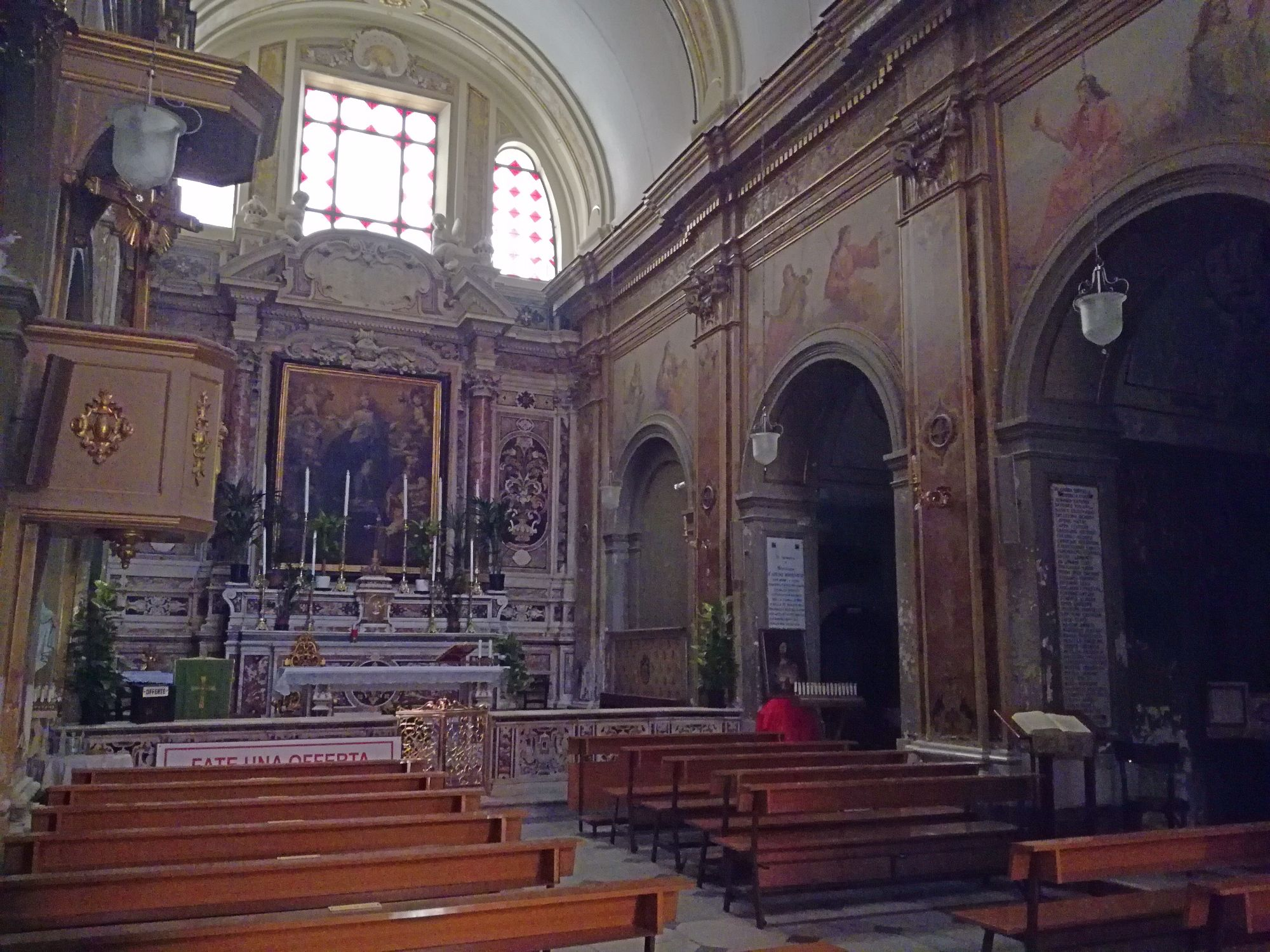
(l'interno)

La chiesa di Santa Maria della Speranza (chiamata popolarmente Santa Rita alla Speranzella) è una delle chiese storiche di Napoli.

## Storia e descrizione
Venne fondata nel 1540 dal chirurgo spagnolo Francisco Cuevas, che donò la propria abitazione per trasformarla in convento, e dal nobile spagnolo Juan de Ciria Portocarrero. Nel 1559 fu ceduta a Donna Gerolama Colonna, vedova del duca Camillo Pignatelli di Monteleone, e nel 1585 passò nelle mani dei fratelli Fernando e Francisco Segura, appartenenti all'ordine dei Carmelitani. I Carmelitani spagnoli trasformarono il complesso, costituito dalla piccola chiesetta e dal palazzetto del Cueva, nella loro sede. Originariamente, come si nota nella veduta Baratta, la facciata risultava in posizione leggermente arretrata rispetto alla cortina edilizia del lotto. Gli agostiniani spagnoli vi eseguirono, a partire dagli anni trenta del XVII secolo, diverse opere di restauro. Tra il 1638 e il 1640 Cosimo Fanzago lavorò all'altare maggiore e al presbiterio. Tra il 1746 e il 1759 fu effettuata una radicale trasformazione dell'interno con l'innesto del cupolino mistilineo.
Nel 1774 fu ceduta agli agostiniani italiani della chiesa di San Giovanni a Carbonara. I nuovi agostiniani rinnovarono nuovamente la chiesa tra l'anno di insediamento e il 1786. In questo periodo, in particolare, vennero rifatti il vecchio convento e la facciata della chiesa. Nel 1808 venne soppresso e gli agostiniani trasferiti nella chiesa di San Carlo alle Mortelle. Nel 1810 la chiesa venne dedicata a santa Rita. Nel 1972 si registra lo spostamento dell'altare.
La chiesa presenta una serie di affreschi della prima metà del '900: sulla volta sono raffigurate le Storie di Santa Rita; mentre sulle pareti della navata vi sono le Virtù e in una cappella laterale, sulla volta e dentro a un tondo, una Madonna del Rosario con San Domenico. Sull'altare maggiore, realizzato da Cosimo Fanzago e dai suoi collaboratori, è collocata una tela di Cesare Fracanzano, raffigurante la Madonna della Speranza e, sopra essa, un Padre Eterno ovale attribuibile con certezza al medesimo pittore. Nelle cappelle laterali, tre per lato, sono degni di menzione: il ritratto funebre di Francisco Sequieros y Sotomayor di ignoto scultore seicentesco, il ritratto funebre di Andrea Guerrero y Torres, scolpito da Matteo Bottiglieri, un San Nicola da Tolentino in preghiera su tela di Giuseppe Simonelli, una Madonna del Pilar e Santi, tavola tardo-cinquecentesca di ignoto artista, una Madonna del Rosario, scultura lignea seicentesca anch'essa priva di attribuzione, e infine una Santa Rita in gesso risalente al secolo scorso. Nella sacrestia trova spazio un lavabo del '700 con la figura della Speranza, scolpita da Francesco Pagano.
La Chiesa, è aperta nei giorni martedì, mercoledì, giovedì e sabato (dalle 9:00 alle 13:00)
Inoltre la Chiesa, è di proprietà della Antica REALE ARCICONFRATERNITA DEL S.S. ROSARIO ALLA SPERANZELLA A TOLEDO.